# ديفيد كينيدي (مغني)
ديفيد كينيدي (بالإنجليزية: David Kennedy)‏ هو عازف قيثارة ومغني أمريكي، ولد في 8 يوليو 1976 في الولايات المتحدة.

## وصلات خارجية
- الموقع الرسمي
- دايفيد كينيدي على موقع IMDb (الإنجليزية)
- دايفيد كينيدي على موقع ميوزك برينز (الإنجليزية)
- دايفيد كينيدي على موقع ديسكوغز (الإنجليزية)
- دايفيد كينيدي على موقع قاعدة بيانات الفيلم (الإنجليزية)